# Juan Alejo de Arizmendi
Juan Alejo de Arizmendi y La Torre (San Juan, Puerto Rico, 17 de julio de 1760 - 12 de octubre de 1814) fue el primer obispo puertorriqueño en ser ordenado en San Juan Bautista entre el 25 de marzo de 1804 hasta su muerte el 12 de octubre de 1814.

## Biografía
Estudió en el Convento de los Dominicos en el Viejo San Juan. En Caracas, estudió Derecho Canónico y Derecho Civil. Obtuvo su Doctorado en Santo Domingo. Fue ordenado sacerdote el 16 de julio de 1785.
Tan pronto llegó a Puerto Rico, luego de su ordenación, Arizmendi fue asignado a servir de confesor y capellán de las Madres Carmelitas, que vivían en el Convento Nuestra Señora del Carmen, donde ahora ubica el Hotel El Convento.
En 1803, el Rey de España, Carlos III, solicitó a la Iglesia católica el que se nombrara al Padre Juan Alejo como Obispo de Puerto Rico. El 25 de marzo de 1804, el Papa Pío VII consagró a Arizmendi como Obispo.
El Obispo Arizmendi se dedicó a la caridad, interesándose principalmente por los pobres y necesitados. El Obispo financió el Hospital de la Concepción de San Juan, con dinero de su propio bolsillo. En su tiempo libre, tejía canastas, las vendía y usaba el dinero para comprar ropa, comida y otros bienes para los pobres. Él mismo llegó a cuidar y atender enfermos que acudían a la Residencia Episcopal a pedir limosna y comida. Se molestaba mucho cuando sus familiares negaban la entrada a esas personas necesitadas.
En 1806, el Obispo inició y siguió de cerca las obras de reconstrucción del Convento de las Carmelitas, que se encontraba en avanzado deterioro. La labor tomó más de tres años en completarse. Incluso accedió a la petición de los albañiles que trabajaban en la obra, que le pidieron un aguinaldo, y se los concedió.José Campeche y Jordán
Arizmendi fue amigo del gran pintor puertorriqueño José Campeche y Jordán. En un cuadro que pintó del insigne Obispo, quedó retratada su curiosa actividad de tejer canastas. También, pintó para el Obispo en 1808, un lienzo de un niño que había nacido deforme, que se llamaba Juan Pantaleón Avilés y que vivía en Coamo. Arizmendi había solicitado el cuadro, movido por su compasión hacia el inocente niño.
El Obispo era también un patriota de ideas liberales. Fue gran defensor de Ramón Power y Giralt, militar con rango de Teniente, escogido para representar a Puerto Rico ante las Cortes Españolas de Cádiz. En un gesto patriótico, Arizmendi dio a Power su anillo episcopal, como constante recordatorio de que no olvide las necesidades de sus compatriotas, cuando se presente ante las Cortes. Esto ocurrió en 1809, y es la primera vez que se tenga noticia del uso de la palabra "puertorriqueño". Para Arizmendi, esto era también un símbolo nacional de Puerto Rico, al unir su patria y a Dios en su corazón.
Arizmendi trabajó fuerte para aumentar los fondos necesarios para la construcción del Seminario Conciliar, que logró inaugurarse en 1832 - el Obispo no llegó a verlo construido. Realizó dos visitas pastorales, donde recorrió toda la Isla, en una época donde la transportación era muy difícil. Confirmó a miles de personas; entre ellas, al ilustre "padre de la instrucción pública" y "maestro de próceres", al Siervo de Dios Rafael Cordero Molina.
Tuvo gran paciencia y perdón hacia aquellos que le injuriaban y calumniaban, como ocurría con el gobernador español de entonces, Salvador Meléndez, que lo ofendía a menudo. También reconocía sus propias faltas, cuando se excusó con quienes pudo haber ofendido en el Cabildo Eclesiástico.